# Amy Macdonald
Amy Macdonald (født 25. august 1987 i Bishopbriggs, East Dunbartonshire) er en skotsk singer-songwriter og guitarist. Hun debuterede som 19-årig i 2007 med debutalbummet This Is The Life, hvoraf titelsinglen og "Mr. Rock And Roll" storhittede og indtjente albummet en førsteplads på den danske albumhitliste. Alene i Storbritannien har albummet solgt over 600.000 eksemplarer. I 2010 udgav Macdonald sit andet album, A Curious Thing, som også blev en pæn succes, hvor lyden er lidt mere rocket end det tidligere folk-poppede halvakustiske album.
I midten af april 2012 udkom førstesinglen "Slow It Down" fra hendes tredje album, som til dels henviser til BBC programmet Top Gear, som Macdonald har en svaghed for. Det tredje album, Life in a Beautiful Light, blev udgivet den 11. juni 2012 og indeholder Macdonalds talent som sangskriver, hvor hun fortæller historier med melodier og poesi.
Den 17. februar 2017 udgav hun sit fjerde studiealbum, Under Stars, der blev godt modtaget over hele verden. Det debuterede som nummer to på både UK og Scottish Album Charts, og nåede top ti i Tyskland og New Zealand.

## Diskografi
- This Is The Life (2007)
- A Curious Thing (2010)
- Life in a Beautiful Light (2012)
- Under Stars (2017)
- The Human Demands (2020)
- Is This What You've Been Waiting For? (2025)